# صحرا مانی
صحرا مانی نویسنده و کارگردان متولد مزار شریف در سال ۱۳۶۴ و دانش‌آموخته سینما در دانشگاه متروپولیتن لندن و کارشناسی‌ارشد فیلم‌سازی مستند از دانشگاه هنر لندن است و به عنوان شاگرد ممتاز از این بخش فارغ‌التحصیل شد. او تاکنون بیش از ۱۱ فیلم داستانی و مستند کوتاه و بلند ساخته است و با فیلم‌هایش به‌خصوص فیلم هزار و یک زن چون من در جشنواره‌های مختلف شرکت کرده و سازنده‌اش را صاحب جوایز مختلفی کرده است.  از فیلم‌های دیگر صحرا مانی می‌توان به این‌ها اشاره کرد: فیلم داستانی بادبادک، ریتم، مکتب کالو و آن‌سوی برقع.

## زندگینامه
صحرا مانی متولد مزارشریف است؛ پدر و مادر او که از شمال ولایت جوزجان هستند، بعد از ازدواج به مزارشریف نقل مکان کردند و صحرا در این شهر به دنیا آمد. خانواده او در دو سالگی به دلیل نبود امنیت به ایران مهاجر شدند؛ در نتیجه دوران ابتدایی و ثانوی تحصیلی صحرا مانی در ایران به پایان رسیده و بعد از مکتب، او تحصیلاتش را در رشته مدیریت بازرگانی ادامه داده است. او که فرزند چهارم از میان هشت خواهر و برادر خود است.

## آثار
- هزاران زن چون من[۸][۹]
- بادبادک
- شب طولانی
- فراسوی برقع
- ریتم لندن
- مدرسه کالو
- مکثی که وجود نداشت
- طلاق قلبی
- یک روز از زندگی من
- مزار مدیا
- سینمای دیوید لینچ
- رویای کوهستان
- اولین روز درس
- ملودی کابل[۱۰]